# Hormiops
Genre
Hormiops est un genre de scorpions de la famille des Hormuridae.

## Distribution
Les espèces de ce genre se rencontrent au Viêt Nam et en Malaisie.

## Liste des espèces
Selon The Scorpion Files (18/06/2020) :
- Hormiops davidovi Fage, 1933
- Hormiops infulcra Monod, 2014

## Systématique et taxinomie
Ce genre a été placé en synonymie avec Liocheles par Lourenço en 1989. Il est relevé de cette synonymie par Lourenço et Monod en 1999. Prendini en 2000 l'y replace puis Monod et Prendini en 2015 le rétablissent.

## Publication originale
- Fage, 1933 : Les Scorpions de l'Indochine française, leurs affinités, leur distribution géographique. Annales de la Société Entomologique de France, vol. 102, p. 25–35.